# Typhon Rammasun
 (décembre 2014).
Le typhon Rammasun, connu comme Glenda aux Philippines, est un cyclone tropical du Pacifique. Il s'est formé dans la zone de convergence intertropicale près de l'équateur. Après avoir traversé les îles de Micronésie, le système s'est rapidement dirigé vers l'ouest. Il est passé comme tempête tropicale au nord de Guam  puis a frappé les Philippines le 14 juillet comme un typhon en creusement rapide, atteignant l'équivalent de la catégorie 4 dans l'échelle de Saffir-Simpson avant de faiblir un peu. Passé en mer de Chine méridionale, il a même atteint la catégorie 5 le 18 juillet avant de toucher le Hainan en Chine et de se dissiper en entrant dans les terres.
Il s'agit du septième cyclone de la saison 2014 nommé par l'Administration des services atmosphériques, géophysiques et astronomiques des Philippines (PAGASA). Après Lingling et Kaijiki, Rammasun devient le troisième cyclone tropical, et le premier typhon à toucher directement les Philippines en 2014.
Le système a causé des dommages et pertes de vie majeurs aux Philippines, à la Chine et au Vietnam. Lors de la troisième session conjointe du Comité des typhons et du Groupe d'experts sur les cyclones tropicaux de l'Organisation météorologique mondiale en 2015, il a été décidé de retirer le nom Rammasun des listes futures de noms pour les typhons. Glenda a été également retiré par le PAGASA. En février 2016, la Thaïlande a fourni des noms de remplacement pour Rammasun et un mois plus tard, le nom Bualoia été choisi et a été utilisé pour la première fois en 2019.

## Évolution météorologique
Le 9 juillet, le Joint Typhoon Warning Center (JTWC) repère une zone dépressionnaire se développant à l'est de l'État micronésien de Chuuk. Durant les jours qui suivent, cette perturbation se consolide dans une zone permettant son développement en conditions favorables. Le système est désormais considéré comme une dépression tropicale le lendemain, par l'Agence météorologique japonaise (AMJ) et le JTWC qui lui assigne le nom de 09W,.

## Préparations
Une anticipation au cyclone a pu être observé dans l'île de Guam avant l'arrivée du cyclone, tandis que Hong Kong et Taïwan se préparaient à des pluies fortes à modérées. Entretemps, les Philippines, la Chine et le Viêt Nam se préparent à l'arrivée d'un cyclone beaucoup plus intensifié qu'à son impact sur l'île de Guam.

### Philippines
Rammasun est prévu comme étant le premier typhon à frapper les Philippines depuis huit mois, le dernier étant le Typhon Haiyan. Les préparations à l'arrivée de Rammasun, ou Glenda, commencent le 14 juillet. Des alertes cycloniques sont émises dans les îles et provinces nord du pays, et au sud de Quezon. Plus de 12 millions de personnes, en tout, se préparent à l'arrivée du typhon.